# Haas VF-22
Haas VF-22 – samochód Formuły 1, skonstruowany przez Haasa na sezon 2022. Jego kierowcami zostali Kevin Magnussen i Mick Schumacher.

## Charakterystyka
Samochód został skonstruowany wokół nowych przepisów technicznych Formuły 1, obowiązujących od 2022 roku, obejmujących między innymi wprowadzenie efektu przyziemnego, osiemnastocalowych kół oraz znacznych zmian w elementach aerodynamicznych.
W sezonie 2021 Haas nie rozwijał modelu VF-21, aby lepiej przygotować samochód na rok 2022. Wizualizacja samochodu została zaprezentowana 4 lutego 2022 roku, a po raz pierwszy model wyjechał na tor 21 lutego, kiedy to uczestniczył w tzw. dniu filmowym na torze Circuit de Barcelona-Catalunya.
W związku z tytularnym sponsoringiem Uralkali pojazd został pomalowany w barwy rosyjskiej flagi. 25 lutego z powodu inwazji Rosji na Ukrainę usunięto logotypy Uralkali i rosyjskie barwy. 5 marca zespół zerwał umowę z dotychczasowym kierowcą, Nikitą Mazepinem. Zastępcą Rosjanina został Kevin Magnussen.

## Wyniki
| Legenda oznaczeń w tabelach wyników Wyświetl szablon na nowej stronie | Legenda oznaczeń w tabelach wyników Wyświetl szablon na nowej stronie                                                                     |
| Oznaczenie                                                            | Wyjaśnienie |
| --------------------------------------------------------------------- | --- |
| Złoty                                                                 | Zwycięzca lub mistrzostwo |
| Srebrny                                                               | 2. miejsce lub wicemistrzostwo |
| Brązowy                                                               | 3. miejsce lub II wicemistrzostwo |
| Zielony                                                               | Ukończył, punktował (w klasyfikacji generalnej, gdy zdobył co najmniej jeden punkt na przestrzeni sezonu, poza trzema powyższymi opcjami) |
| Niebieski                                                             | Ukończył, nie punktował (w klasyfikacji generalnej, gdy nie zdobył co najmniej jednego punktu na przestrzeni sezonu)                      |
| Czerwony                                                              | Nie zakwalifikował się (NZ) |
| Czerwony                                                              | Nie prekwalifikował się (NPK) |
| Różowy                                                                | Nie ukończył (NU) |
| Różowy                                                                | Niesklasyfikowany (NS) (w klasyfikacji generalnej, gdy nie został sklasyfikowany w żadnym wyścigu sezonu)                                 |
| Czarny                                                                | Zdyskwalifikowany (DK) |
| Czarny                                                                | Wykluczony (WYK/EX) |
| Biały                                                                 | Nie wystartował (NW) |
| Biały                                                                 | Kontuzjowany (K/INJ) |
| Biały                                                                 | Wyścig odwołany (OD/C) |
| Bez koloru                                                            | Został wycofany (WYC/WD) |
| Bez koloru                                                            | Nie przybył (NP/DNA) |
| Bez koloru                                                            | Nie brał udziału w treningach (NT/DNP) |
| Bez koloru                                                            | Nie został zgłoszony (–) |
| Pogrubienie                                                           | Start z pole position |
| Kursywa                                                               | Najszybsze okrążenie wyścigu |
| †                                                                     | Nie ukończył, ale jego rezultat został zaliczony ze względu na przejechanie więcej niż 90% dystansu wyścigu.                              |
| *                                                                     | Sezon w trakcie |
| 1/2/3                                                                 | Punktowana pozycja w sprincie kwalifikacyjnym                                                                                             |
| Lista systemów punktacji Formuły 1                                    | |

| Sezon | Konstruktor  | Kierowcy        | Wyniki w poszczególnych eliminacjach | Wyniki w poszczególnych eliminacjach | Wyniki w poszczególnych eliminacjach | Wyniki w poszczególnych eliminacjach | Wyniki w poszczególnych eliminacjach | Wyniki w poszczególnych eliminacjach | Wyniki w poszczególnych eliminacjach | Wyniki w poszczególnych eliminacjach | Wyniki w poszczególnych eliminacjach | Wyniki w poszczególnych eliminacjach | Wyniki w poszczególnych eliminacjach | Wyniki w poszczególnych eliminacjach | Wyniki w poszczególnych eliminacjach | Wyniki w poszczególnych eliminacjach | Wyniki w poszczególnych eliminacjach | Wyniki w poszczególnych eliminacjach | Wyniki w poszczególnych eliminacjach | Wyniki w poszczególnych eliminacjach | Wyniki w poszczególnych eliminacjach | Wyniki w poszczególnych eliminacjach | Wyniki w poszczególnych eliminacjach | Wyniki w poszczególnych eliminacjach | Wyniki kierowców | Wyniki kierowców | Wyniki konstruktora | Wyniki konstruktora |
| 2022  |              |                 | Bahrajn                              | Arabia Saudyjska                     | Australia                            | Emilia-Romania                       | Stany Zjednoczone                    | Hiszpania                            | Monako                               | Azerbejdżan                          | Kanada                               | Wielka Brytania                      | Austria                              | Francja                              | Węgry                                | Belgia                               | Holandia                             | Włochy                               | Singapur                             | Japonia                              | Stany Zjednoczone                    | Meksyk                               |                                      |                                      | Pkt.             | Msc.             | Pkt.                | Msc.                |
| ----- | ------------ | --------------- | ------------------------------------ | ------------------------------------ | ------------------------------------ | ------------------------------------ | ------------------------------------ | ------------------------------------ | ------------------------------------ | ------------------------------------ | ------------------------------------ | ------------------------------------ | ------------------------------------ | ------------------------------------ | ------------------------------------ | ------------------------------------ | ------------------------------------ | ------------------------------------ | ------------------------------------ | ------------------------------------ | ------------------------------------ | ------------------------------------ | ------------------------------------ | ------------------------------------ | ---------------- | ---------------- | ------------------- | ------------------- |
| 2022  | Haas-Ferrari | Kevin Magnussen | 5                                    | 9                                    | 14                                   | 9                                    | 16                                   | 17                                   | NU                                   | NU                                   | 17                                   | 10                                   | 8                                    | NU                                   | 16                                   | 16                                   | 15                                   | 16                                   | 12                                   | 14                                   | 9                                    | 17                                   | NU                                   | 17                                   | 25               | 13               | 37                  | 8                   |
| 2022  | Haas-Ferrari | Mick Schumacher | 11                                   | NW                                   | 13                                   | 17                                   | 15                                   | 14                                   | NU                                   | 14                                   | NU                                   | 8                                    | 6                                    | 15                                   | 14                                   | 17                                   | 13                                   | 12                                   | 13                                   | 17                                   | 15                                   | 16                                   | 13                                   | 16                                   | 12               | 16               | 37                  | 8                   |